# Istočni ometo jezici
Istočni ometo jezici, jedan od tri glavna ogranka omotske jezične skupine omteto, koji se govore na području Etiopije. Obuhvaća tri jezika: kachama-ganjule [kcx], 4.070 (1994 popis); koorete [kqy] 104.000 (1994 popis); i Zaysete ili zayse-zergulla [zay], 17.800 (1994 popis).
Skupinu ometo čine s centralnoometskom (7 jezika)i zapadnoometskom (jezik basketo [bst]) podskupinom i jezikom male [mdy].

## Vanjske poveznice
- Ethnologue (14th)
- Ethnologue (15th)